# Altes Rathaus (Hambach)
Das alte Rathaus ist ein denkmalgeschütztes Gebäude im Stadtteil Hambach an der Weinstraße von Neustadt an der Weinstraße.

## Lage
Das Gebäude liegt auf 182 Meter Höhe unmittelbar an der Deutschen Weinstraße und ist Bestandteil der Denkmalzone Mittelhambach.

## Geschichte
Das Bauwerk wurde in den Jahren von 1739 bis 1741 unter Fürstbischof Damian Hugo Philipp von Schönborn-Buchheim, der Kardinal und Ritter des Deutschen Ordens war, als Rathaus errichtet. 1935 wechselte die Gemeindeverwaltung in das Oberhambacher Schulhaus, wodurch das Gebäude seinen ursprünglichen Zweck verlor. 1983 erhielt es jedoch seine frühere Funktion als Rathaus zurück. Seither tagt dort der Hambacher Ortsbeirat; Hambach selbst war 1969 nach Neustadt an der Weinstraße eingemeindet worden.
Im Laufe der 2000er Jahre wurden innerhalb von Hambach mehrere Infotafeln angebracht, die einen geschichtlichen Abriss über das jeweilige Bauwerk enthalten. Das Rathaus erhielt im Gegensatz zu anderen zwei solcher Tafeln; die mit dem Titel Altes Rathaus mit Brunnen erzählt die Baugeschichte des Rathauses, die mit dem Titel Altes Rathaus in Neustadt-Hambach geht auf seine Rolle beim Hambacher Fest ein, für dessen Genehmigung und Logistik der örtliche Gemeinderat zuständig war. Der Rathausplatz war außerdem Drehort für die in den Jahren 2018 und 2019 laufende Fernsehserie Weingut Wader.

## Baustil und Umgebung
Das Gebäude ist ein barocker Walmdachbau, der nach Plänen des Speyerer Baumeisters Johann Georg Stahl entstand. Eine Glocke wurde 1826 hinzugefügt. Die Turmuhr kam 1868 hinzu. Der Rathausbrunnen wurde 1911 von Architekt Bernhard Müller-Ruby errichtet. Die Kellerarkaden sind mit der Jahreszahl 1912 bezeichnet.
An der Westseite des Gebäudes sind Sandsteinfiguren des heiligen Jakobus (1986) und der heiligen Anna (1987) von Bildhauer Walter Bauer aus Horterhof angebracht.